# Sebastián Mauricio Fernández
Sebastián Mauricio Fernández Presa (Montevideo, 15 de noviembre de 1989) es un futbolista uruguayo. Juega de delantero.

## Trayectoria
El 'Chapu' debutó en el Miramar Misiones de su país, club en el que permaneció hasta 2011 y donde rindió sus mejores actuaciones. Por ese motivo, Danubio se fijó en su accionar y lo fichó para la temporada 2012, donde reeditó su buen momento. San Luis de México decidió contratarlo, pues, a su corta edad, parecía un buen proyecto: en el club mexicano, donde jugó al lado de Wilmer Aguirre, marcó dos goles en 13 partidos.

### Universitario de Deportes
A fines del 2012 fue oficializado junto a su compatriota Diego Guastavino como nuevo refuerzo de Universitario de Deportes. A pesar de no haber destacado durante el año, apareció en los partidos más importantes del club merengue. Anotando en la final en 2 oportunidades, dándole así el campeonato número 26 del club crema.
En el 2014 emigra a Canadá para jugar la Mls con el Vancouver Whitecaps club con el cual consiguió clasificar a la Concacaf Liga de Campeones 2015-2016 por ser el mejor club canadiense en la temporada, fue presentado con el número 7 y comandó el ataque con su compatriota Nicolás Mezquida.

## Clubes
| Club                      | País      | Año         |
| ------------------------- | --------- | ----------- |
| Miramar Misiones          | Uruguay   | 2008 - 2011 |
| Danubio                   | Uruguay   | 2012        |
| San Luis                  | México    | 2012        |
| Universitario de Deportes | Perú      | 2013        |
| Vancouver Whitecaps       | Canadá    | 2014        |
| Necaxa                    | México    | 2015        |
| Danubio                   | Uruguay   | 2015        |
| Liverpool                 | Uruguay   | 2016        |
| Deportivo Pasto           | Colombia  | 2016 - 2017 |
| Zamora                    | Venezuela | 2017 - 2018 |
| San Lorenzo               | Paraguay  | 2019        |

## Palmarés

### Campeonatos nacionales
| Título                    | Club                      | País | Año  |
| ------------------------- | ------------------------- | ---- | ---- |
| Primera División del Perú | Universitario de Deportes | Perú | 2013 |